# فينوس دووم
ڤينوس دووم هو ألبوم هيم السادس

وقد قال فيلي فالو أنه ألبوم ميتال قوي جداً، ووصف جذور هذا الألبوم لألبوم فرقة ميتاليكا ماستر أوف بابتس, ولألبوم ماي بلودي فالنتاين لوفليس.
وتم تأجيل إصدار الألبوم من شهر يوليو إلى سبتمبر.

لقد صدر هذا الألبوم في 14 سبتمبر 2007 في كل من ألمانيا وفنلندا وأيرلندا والسويد، وفي 17 من سبتمبر أصدر عالمياً، وفي 18 سبتمبر أصدر في الولايات المتحدة الأمريكية.

## ترتيب الأغاني[5]
Venus Doom – 5:08.1

Love in Cold Blood – 5:54.2

Passion's Killing Floor – 5:10.3

The Kiss of Dawn – 5:54.4

Sleepwalking Past Hope – 10:03.5

Dead Lovers' Lane – 4:28.6

Song or Suicide – 1:10.7

فينوس دووم – 4:24.8

Cyanide Sun – 5:54.9

## روابط خارجية
- فينوس دووم على موقع ميتاكريتيك (الإنجليزية)